# Hardback
Hardback (også hardcover, stift bind) er en bog med stift bogbind, permerne vil som reget være af stift pap. Ved en paperback eller billigbog er bogblokken blot indlagt i et blødt omslag.
- To stakke bøger med henholdsvis stift og blødt bogbind
- Bøger med hardback
- Bøger med softback (blød ryg, 'paperback')